# 覆面闘士
『覆面闘士』（マスクド・ウォリアーズ、原題：Guacamelee!）はカナダのDrinkBox Studiosが開発したコンピュータゲーム。2013年4月にPlayStation 3とPlayStation Vita用ソフトとして発売され、その後Windows、OS X、Linux、PlayStation 4、Wii U、Xbox 360、Xbox One、Nintendo Switch向けにも発売された。日本ではスパイク・チュンソフトがPlayStation 3版とPlayStation Vita版の日本語版を2014年3月27日から販売している。2018年8月に続編「覆面闘士 マスクド・ウォリアーズ 2 / Guacamelee! 2」も制作された。

## 概要
プロレス技を使って敵を倒したり、仕掛けを解いたりしながら進んでいくステージクリア式の横スクロールアクションゲーム（プラットフォーマ―）である。
PlayStation 3版では、オフラインでの2人協力プレイが可能。また、PlayStation VitaをPlayStation 3に機器登録すると、2P用のコントローラやセカンドスクリーンとして使用できる。

## ストーリー
メキシコのとある町。突然現れたガイコツの軍隊が、大統領の娘を誘拐。彼女の幼馴染であるリュウゼツラン農家の青年、フアンが助けに向かうが、ガイコツたちの首領カルロス・カラカに殺されてしまう。しかしルチャ・リブレの守護神の力により、フアンはルチャドール（覆面レスラー）として復活。幼馴染を救うため、フアイチヴォの力を借りながら再びガイコツ軍団とカラカに立ち向かう。

## 関連記事
- エル・アレブリヘ
- エンチラーダ
- シュタバイ（英語版）
- ジャガーの戦士
- マリアッチ